# 西尔维亚·卡特赖特

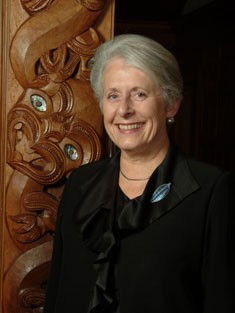

西尔维亚·罗斯·卡特赖特女爵士，PCNZM，DBE，QSO，DstJ（Dame Silvia Rose Cartwright，née Poulter）（1943年11月7日—）新西兰第二位女总督。

## 生平
她毕业于奥塔哥大学，获法学学士学位。
1981年成为新西兰第一位女法官。1989年，她被任命为新西兰历史上第一位地区法院首席女法官。1993年成为第一位高等法院女法官。1995年，她成为新西兰首席法官。
2001年獲委任為總督，至2006年卸任。

## 私生活
1969年与彼得·卡特赖特（Peter Cartwright）结婚。